# Бърт Йънг
Бърт Йънг (на английски: Burt Young) е американски актьор.

## Биография
Джералд Томазо Делуиз е роден на 30 април 1940 година в Ню Йорк в семейството на учител от италиански произход.
Той се обучава от Ли Страсбърг в неговото актьорско студио. От 1969 година започва да се снима в киното и телевизията, като често играе роли на работници с италиански произход. Сред известните филми, в които участва, са „Китайски квартал“ (Chinatown, 1974), „Роки“ (Rocky, 1976), за който е номиниран за „Оскар“ за най-добра поддържаща мъжка роля, „Сигурна печалба“ (Win Win, 2011).

### Личен живот
Йънг е служил в морската пехота на Съединените щати от 1957 до 1959 г. Докато е в морската пехота, той печели 32 от 34 боксови битки.
Йънг е вдовец. Има дъщеря Ан Мореа и внук. Той живее в Порт Вашингтон, Ню Йорк.
Той притежава ресторант в Бронкс, Ню Йорк. Участва в маратона в Ню Йорк през 1984 г.

## Избрана филмография
| Година | Филм                       | Оригинално заглавие           | Роля                          | Режисьор          |
| ------ | -------------------------- | ----------------------------- | ----------------------------- | ----------------- |
| 1974   | Китайски квартал           | Chinatown                     | Кърли                         | Роман Полански    |
| 1975   | Елитните убийци            | The Killer Elite              | Мак                           | Сам Пекинпа       |
| 1976   | Роки                       | Rocky                         | Поли Пенино                   | Джон Авилдсън     |
| 1978   | Конвой                     | Convoy                        | Боби „Любовна машина“ Pig Pen | Сам Пекинпа       |
| 1979   | Роки II                    | Rocky II                      | Поли Пенино                   | Силвестър Сталоун |
| 1982   | Роки III                   | Rocky III                     | Поли Пенино                   | Силвестър Сталоун |
| 1982   | Амитивил 2: Обладаването   | Amityville II: The Possession | Антъни Монтели                | Дамяно Дамяни     |
| 1985   | Роки IV                    | Rocky IV                      | Поли Пенино                   | Силвестър Сталоун |
| 1990   | Сватбата на Бетси          | Betsy's Wedding               | Джорджи                       | Алън Алда         |
| 1990   | Роки V                     | Rocky V                       | Поли Пенино                   | Джон Авилдсън     |
| 1996   | Северна звезда             | North Star                    | Рено                          | Нилс Гауп         |
| 1999   | Мики Синьото око           | Mickey Blue Eyes              | Вито Грациози                 | Кели Макин        |
| 2002   | Приключенията на Плуто Наш | The Adventures of Pluto Nash  | Джино                         | Рон Ъндърууд      |
| 2006   | Роки Балбоа                | Rocky Balboa                  | Поли Пенино                   | Силвестър Сталоун |
| 2011   | Сигурна печалба            | Win Win                       | Лео Поплар                    | Том Маккарти      |